# Парламентские выборы в Хорватии (1990)
Парламентские выборы в Социалистической республике Хорватии прошли в два тура — с 22 по 23 апреля 1990 года и с 6 по 7 мая того же года. Это были первые многопартийные выборы, проведённые в Хорватии с 1938 года. Замещению подлежали 356 мест в республиканском парламенте, в соответствии с Конституцией СФРЮ 1974 года состоявшим из трёх палат: Общественно-политического веча (80 мест), Веча общин (116 мест) и Веча объединённого труда (160 мест).
Правонационалистическое Хорватское демократическое содружество (ХДС) одержало победу по результатам голосования, получив большинство во всех трёх вечах и в совокупности 205 мест, второе место занял Союз коммунистов Хорватии — Партия демократических перемен, получивший 73 места.
30 мая 1990 года на своём первом собрании, Сабор Хорватии избрал Франьо Туджмана Председателем Президиума Социалистической республики Хорватии. Тем самым почти 45-летнее правление хорватских коммунистов завершилось.
Выборы состоялись в обстановке острого политического кризиса в Югославии, сопровождавшегося фактическим распадом Союза коммунистов Югославии и ростом межнациональной напряжённости между хорватами и сербами. Избирательная кампания обострила национальный вопрос (агрессивные высказывания Франьо Туджмана и других руководителей ХДС в адрес сербского населения Хорватии привели к росту популярности в сербских общинах выступавшей за их независимость от Хорватии Сербской демократической партии Йована Рашковича и Милана Бабича, в будущем активных участников войны, сопровождавшей распад Югославии).
В течение нескольких месяцев после выборов хорватский парламент внёс поправки в Конституцию Хорватии, убрав термин «социалистическая» из официального названия республики, объявив её государством только хорватского народа (вместо прежней формулировки «СР Хорватия является национальным государством хорватского народа, государством сербского народа в Хорватии и государством народностей, которые в ней живут») и заменив коммунистическую символику на националистическую, что стало одной из причин начала острой фазы сербо-хорватского конфликта.

## Предыстория
10 декабря 1989 года, за день до начала работы XI съезда партии, Центральный Комитет Союза коммунистов Хорватии (хорв. Savez komunista Hrvatske — SKH) провёл экстренное заседание, на котором большинством голосов (6 из 7) было принято решение, что следующие выборы, которые должны состояться в начале 1990 года, будут свободными и многопартийными.
На XI съезде СКХ, член Президиума ЦК СКЮ от Хорватии Ивица Рачан, поддержавший решение о проведении многопартийных выборов, с небольшим перевесом был избран Председателем Президиума ЦК СКХ. Победа Рачана закрепляла либеральные и реформистские инициативы в сфере политического управления. Съезд также поддержал предложение об освобождении всех политических заключённых и прекращении всех политических процессов (прежде всего, направленных против националистов, таких как Алия Изетбегович).
11 января 1990 года Сабор СР Хорватии внёс в избирательное законодательство поправки, разрешающие регистрацию и участие в выборах другим политическим партиям. Несмотря на то, что решение Центрального Комитета СКХ от 10 декабря 1989 года совпало с опубликованием в тот же день публичной петиции с требованием проведения свободных многопартийных выборов, действия руководства СКХ не были мотивированы давлением со стороны правой оппозиции, а основывались на стремлении посредством выборов закрепить процесс «хорватской демократизации» под контролем компартии.
Совместно с Союзом коммунистов Словении (словен. Zveza komunistov Slovenije — ZKS), руководство СКХ выдвинуло предложение о проведении многопартийных выборов во всех республиках Югославии и преобразовании СКЮ в конфедерацию самостоятельных политических партий, в которой центральные органы не имели бы контроля над партиями-членами, что вело к фактическому устранению СКЮ из политической жизни.
Это предложение было выдвинуто на XIV внеочередном съезде Союза коммунистов Югославии 22 января 1990 года и вызвало резкое противодействие со стороны сербской делегации, возглавляемой Слободаном Милошевичем. Большинство делегатов поддержало позицию сербской стороны, что СКЮ должен, напротив, стремиться к большей централизации в соответствии с принципами демократического централизма. Все предложения СК Словении были отклонены, после чего словенская делегация во главе с Цирилом Рибичичем в знак протеста покинула заседание съезда. После этого представители СКХ потребовали объявить перерыв в его работе, но председательствующий — глава СК Черногории Момир Булатович — при поддержке сербской и черногорской делегаций принял решение продолжить работу съезда даже без словенцев. Тогда Рачан попросил слова: «В сложившихся условиях, когда съезд утратил свой общеюгославский характер, необходимо прервать работу съезда», после чего делегация СКХ также покинула съезд, что фактически привело к его срыву.

## Правовая основа
15 февраля 1990 года хорватский парламент принял поправки к Конституции Социалистической Республики Хорватии и пакет законов для обеспечения проведения выборов на многопартийной основе, при этом парламентская структура, установленная Конституцией СФРЮ и Конституцией СР Хорватия, изменена не была. Было запланировано провести выборы с замещением всех 356 мест в трёх существующих палатах: Общественно-политическом вече (80 мест), Вече объединённого труда (160 мест) и Вече общин (116 мест). Избирательным законодательством для каждой палаты были установлены избирательные округа, размеры которых сильно различались. 80 избирательных округов Общественно-политического вече охватывали многие небольшие общины или части крупных, с населением от менее 32 000 до более 80 000 человек. Избирательные округа Вече общин соответствовали общинам с большим разбросом населения — от менее 1000 до более 150 000 человек. Члены Вече объединённого труда должны были быть избраны в 160 округах, население которых также сильно различалось.
На выборах в Вече объединённого труда не предусматривалось всеобщее избирательное право: правом голоса обладали лишь работающие, самозанятые и студенты. Законодательство о выборах определяло систему голосования в два тура, при которой кандидат в одномандатном округе считался избранным, если он наберёт более 50 % голосов не менее 33,3 % избирателей, зарегистрированных в этом округе. Если ни один из кандидатов не получил требуемого уровня поддержки, через две недели назначается второй тур, в котором могут принять участие все кандидаты, набравшие не менее 7 % голосов в первом туре. Кандидат, получивший наибольшее количество голосов — не обязательно абсолютное большинство — считается победителем. Двухтуровая система была принята, несмотря на возражения оппозиционных групп, которые требовали пропорционального представительства.
Первый тур выборов был назначен на 22-23 апреля, а второй — на 6-7 мая.

## Политические партии, зарегистрированные для участия в выборах

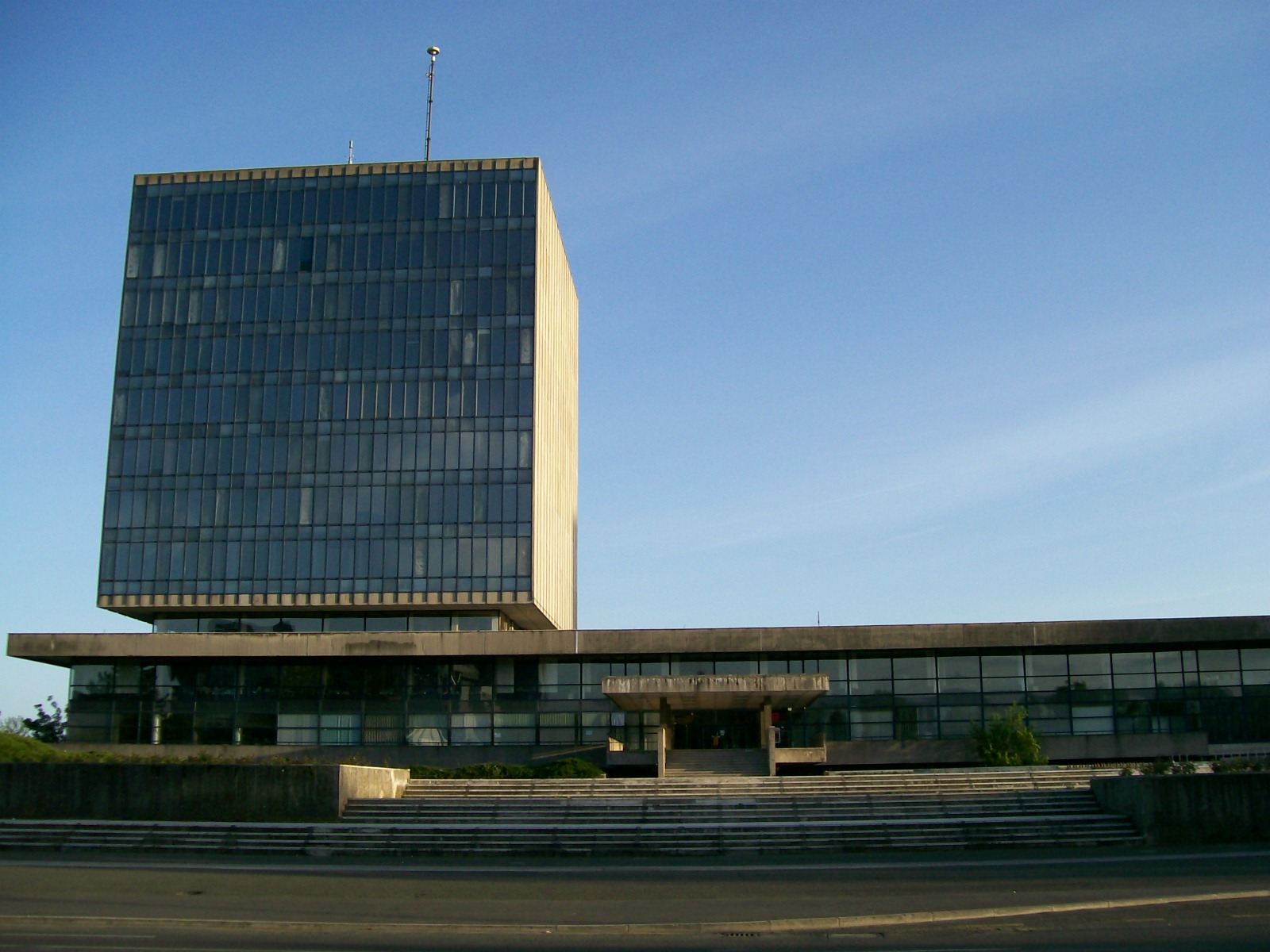
Здание Центрального Комитета Союза коммунистов Хорватии в Загребе. 1990 год.

Первые оппозиционные группы появились в Хорватии в 1989 году в качестве общественно-политических движений. Первым среди них был Хорватский социал-либеральный союз (хорв. Hrvatski socijalno-liberalni savez — HSLS), который был основан 20 мая 1989 года и позже преобразован в Хорватскую социал-либеральную партию.
Хорватское демократическое содружество (хорв. Hrvatska demokratska zajednica — HDZ), которое позже стало главной оппозиционной силой в республике, было основано Франьо Туджманом 17 июня 1989 года, но зарегистрировано только 25 января 1990 года. ХДС провело свой первый съезд в Загребе 24-25 февраля 1990 года. В качестве почётных гостей на съезд были приглашены представители хорватской эмиграции, «прославившиеся» военными преступлениями в период существования Независимого государства Хорватия. Выступающие в течение двух дней один за другим доказывали право Хорватии на выход из СФРЮ, право на исключение сербов, которые составляли 13 % населения республики, из политической и экономической сфер жизни Хорватии, право на реабилитацию усташского режима периода Второй мировой войны и выступали за утверждение символики нацистской Хорватии в качестве государственной. Съезд прошёл в атмосфере ревизионизма и национализма. Один из его участников, Слободан Праляк, в этой связи впоследствии заявлял: «Я знал, что мы победим. Мы больше не были особой группировкой из 30 или 40 человек. Мы больше не находились в тени тайны и нелегального состояния. Хорватская тишина была разбита».
Возрождение хорватского национализма было встречено протестом со стороны сербского населения Хорватии и ЮНА. Армейское руководство прямо призвало хорватских коммунистов, пока ещё составлявших большинство в парламенте республики, запретить деятельность ХДС и не допустить её до выборов, так как по действовавшему в тот период избирательному закону партии экстремистского и неофашистского толка не имели права участвовать в выборах. Ивица Рачан, глава СКХ и член Президиума ЦК СКЮ от Хорватии, воспринял призывы руководства ЮНА как угрозу процессу «хорватской демократизации» и попытку вмешаться во внутренние дела республики. В ответ на рекомендации армейского командования, Рачан заявил, что в случае несанкционированного вмешательства армии «вы будете должны сначала ликвидировать меня и моих товарищей, а затем уже, может быть, и националистов в Хорватии».
1 марта 1990 года была сформирована Коалиция народного соглашения (хорв. Koalicija narodnog sporazuma — KNS), в состав которой вошли: Хорватская христианско-демократическая партия (хорв. Hrvatska kršćanska demokratska stranka — HKDS), Социал-демократическая партия Хорватии (хорв. Socijaldemokratska stranka Hrvatske — SDSH), Хорватская демократическая партия (хорв. Hrvatska demokratska stranka — HDS), вышеупомянутая Хорватская социал-либеральная партия и пять независимых кандидатов: Савка Дабчевич-Кучар, Иван Супек, Мико Трипало, Драгутин Харамия и Сречко Биелич, которые были видными деятелями национального движения 1971 года.
17 февраля 1990 года Йованом Рашковичем и Миланом Бабичем была основана Сербская демократическая партия, представлявшая интересы сербского населения Хорватии, однако до апреля она не успела сформировать свои структуры за пределами общины Книна.
5 февраля хорватские власти зарегистрировали первые семь политических партий, включая СКХ, ХДС, ХСЛП и несколько других партий-членов КНС. Всего для участия в выборах зарегистрировались 18 политических партий и множество независимых кандидатов. На места в парламенте баллотировалось 1609 кандидатов.
На закрытом пленуме ЦК СКХ 10 февраля 1990 года было принято решение о переименовании Союза коммунистов Хорватии в Союз коммунистов Хорватии — Партия демократических перемен (хорв. Savez komunista Hrvatske — Stranka demokratskih promjena, СКХ-ПДП). Был утверждён проект предвыборной платформы республиканской партийной организации «За мирную, счастливую жизнь в суверенной и демократической Хорватии».

## Избирательная кампания

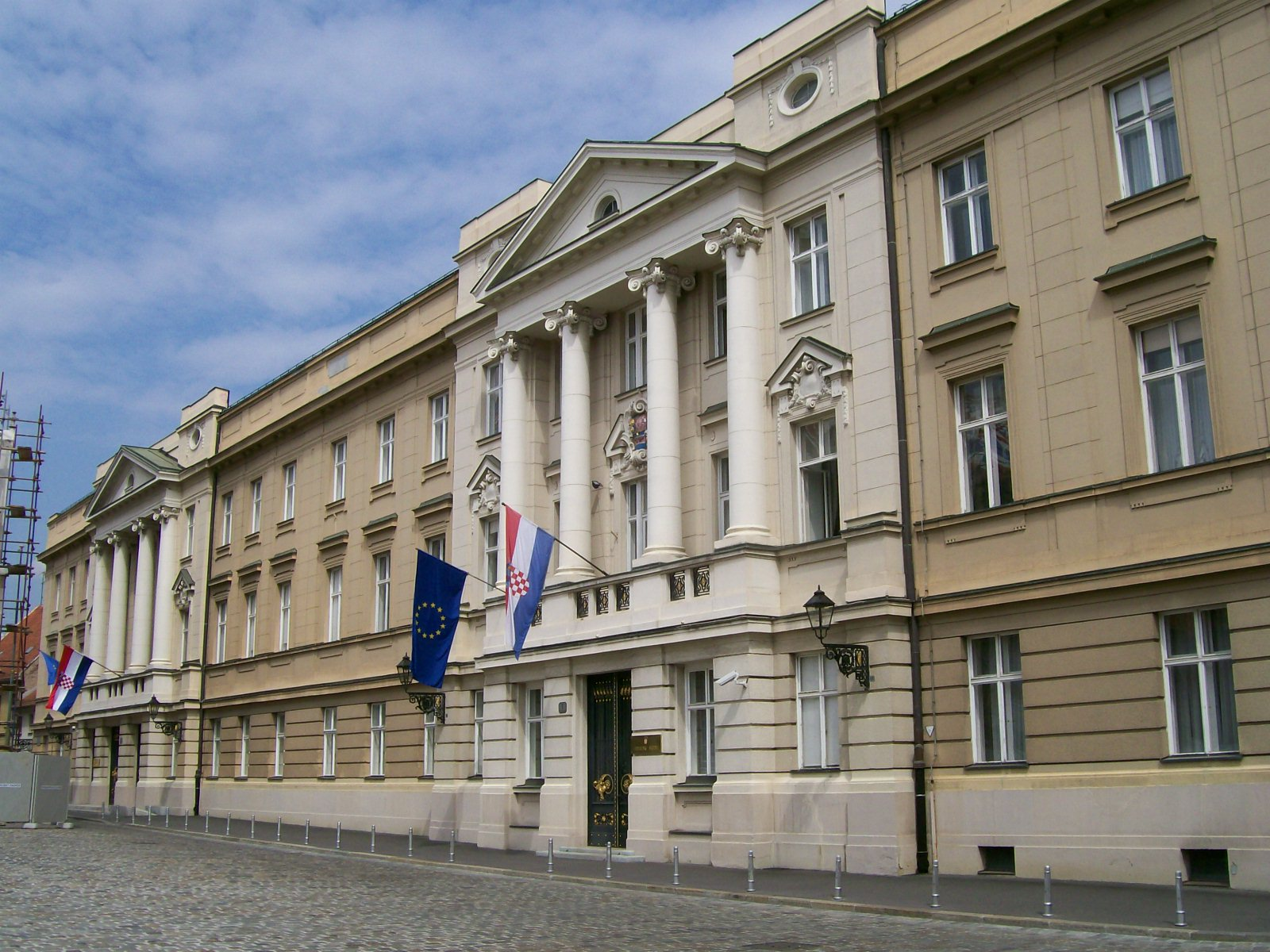
Здание Сабора Хорватии

В целом, организационные способности сторон существенно различались: только кандидаты от СКХ баллотировались во всех округах. ХДС не выставило своих кандидатов в 82 округах (25 в Вече общин и 57 в Вече объединённого труда).
Избирательная кампания проходила с конца марта по 20 апреля с использованием как традиционных приёмов и концепций, так и новых, вдохновленных избирательными кампаниями на Западе. В основном, это выражалось в использовании плакатов, флагов с хорватскими гербами, граффити, значков, наклеек, поддержки со стороны артистов и средств массовой информации, а также организации митингов. Общее отсутствие опыта проведения активных избирательных кампаний привело к использованию некоторых неприятных, неудачных или иным образом плохих лозунгов и образов. Неудачные плакаты СКХ-ПДП были, в основном, посвящены Рачану и его речам: «Мы остановили целеустремленность, добились демократии, Хорватия свободно выбирает» и «Рачан — НЕТ целеустремленности». ХДС использовало простые лозунги: «Один знает — HDZ» и «HDZ — наше имя — наша повестка дня», в то время, как КНС использовала изображение шахматной доски со словом «Koalicija» («Коалиция»), начертанным на её полях.
На начальных этапах предвыборной кампании ожидалось, что победу одержит правящий СКХ-ПДП; The Economist предполагал, что будет сформировано коалиционное правительство. Вопросы нации и выборов / демократии доминировали всю кампанию у ХДС, СКХ-ПДП и КНС; экономические вопросы были представлены в три раза меньше, чем любой из вышеуказанных как при общем анализе кампаний этих сил, так и при индивидуальном. Тема реформирования Югославии в качестве конфедерации и достижения независимости была подтверждена в кампании ХДС и принята Туджманом. Для СКХ-ПДП результат выборов, в первую очередь, означал готовность к принятию его программы реформирования Югославии и роли Хорватии в ней. Приоритетом ХДС же было создание независимого хорватского государства.
В преддверии голосования 15 % хорватов заявили, что поддерживают идею независимости, а 64 % высказались в пользу конфедеративного статуса в составе Югославии, 37 % назвали независимость республики политическим приоритетом.
В ходе кампании партии постепенно формировали свой этнический профиль. СДП обращалась исключительно к избирателям из числа хорватских сербов, а 98 % избирателей ХДС, согласно опросам, были хорватами. КНС применяла умеренно-националистическую риторику, но не смогла серьёзно повлиять на соответствующий электорат, который в значительной своей части поддержал ХДС. СКХ-ПДП же пользовался поддержкой этнически смешанного электората: опросы показали, что 52 % его сторонников были хорватами, 28 % — сербами и 17 % заявили о себе, как югославы. Среди хорватских сербов только 23 % поддерживали националистическую СДП, а 46 % поддержали СКХ-ПДП.
В результате, ХДС стала самой авторитетной антикоммунистической партией в Хорватии, отвергнув произвол и коррупцию, которые многие хорваты ассоциировали с 45-ю годами руководства коммунистов, и поддержав национальную и религиозную идентичность Хорватии.

### Освещение в СМИ
Государственные СМИ Хорватии, пока ещё контролируемые СКХ-ПДП, в основном изображали Туджмана и ХДС как правых националистов и экстремистов, угрожавших сохранению Югославии как единого государства. Эти заявления особенно участились после высказываний Туджмана на первом съезде партии, направленных на реабилитацию усташей и оправдание НГХ. СКХ-ПДП же изображалась хорватскими СМИ как партия умеренных, и она избегала использования термина «национальные интересы Хорватии» в качестве основной темы для обсуждения, опасаясь потерять поддержку избирателей из числа сербского населения. КНС располагалась между ними двумя, но её непоследовательный подход осуждался как справа, так и слева.
СМИ соседней Сербии обвиняли Хорватию в поддержке албанских сепаратистов в Косово, резко критиковали ХДС за публичное отрицание преступлений усташей, СКХ-ПДП подвергался критике за неэффективность в борьбе с ростом хорватского национализма; СДП позиционировалась как единственная надежда хорватских сербов на сохранение своей национальной идентичности.

### Митинг у Петровой горы

Петрова гора.

Митинг, проведённый 4 марта у Петровой горы, оказал определённое влияние на этническую гомогенизацию, что впоследствии отразилось на результате выборов. Формально он не был связан с какой-либо партией, участвующей в предвыборной гонке; его организовали общины Войнич и Вргинмост, а также отделение Югославской независимой демократической партии в последней. По словам тогдашнего мэра Вргинмоста, обе общины организовали митинг, чтобы продемонстрировать свою поддержку политики братства и единства, однако де-факто вместо него получилось сербское националистическое мероприятие. В митинге приняли участие десятки тысяч сербов, которые слышали, в основном, речи об угрозе, исходящей от ХДС, и о неблагоприятном положении сербов в хорватском обществе. СКХ-ПДП осудил митинг как вредный для межэтнических отношений и потенциально способный усилить хорватский национализм. Хорватские СМИ связали проведение митинга с так называемой «антибюрократической революцией» в соседней Сербии и описали его, как протест с требованием свержения хорватского правительства. Напротив, сербские СМИ поддержали митинг, приравняли СКХ-ПДП к ХДС, объявили весь хорватский политический спектр националистическим и заявили, что сербы не должны участвовать в избирательном процессе Хорватии.

### Митинг в Бенковаце
Митинг ХДС в Бенковаце, состоявшийся 18 марта, также получил широкое освещение в СМИ Хорватии и Сербии, оказав влияние на общую атмосферу, окружавшую избирательную кампанию. Мероприятие привлекло несколько тысяч сторонников ХДС, а также несколько сотен сербов, которые освистали ораторов и начали бросать в них петарды. Во время выступления Туджмана к трибуне подошел 62-летний серб Бошко Чубрилович. Когда его остановила охрана, Чубрилович вытащил газовый пистолет. Его бросили на землю; пистолет был конфискован и показан толпе, как якобы «оружие, которым собирались убить Туджмана». Митинг перерос в массовую драку, которую остановила милиция. Хорватские СМИ охарактеризовали инцидент как попытку убийства. Чубриловичу было предъявлено обвинение в угрозах сотрудникам службы безопасности, за что он был осужден в конце 1990 года. Этот инцидент усилил межэтническую напряженность и сделал национальный вопрос важной темой избирательной кампании. Хорватские СМИ описали этот инцидент, как попытку дестабилизировать ситуацию в республике, в то время как сербские СМИ заявили, что события в Бенковаце воплотили законные опасения хорватских сербов, вызванные подъёмом хорватского национализма, воплощенным Туджманом и ХДС.

## Голосование и результаты

### Первый тур
В первом туре голосования 22-23 апреля явка на выборах членов Общественно-политического веча составила 84,54 % (2 875 061 избирателей). ХДС получило 41,76 % голосов избирателей, за ним следуют СКХ-ПДП с 23,59 % и КНС с 10,99 % соответственно.
Явка на выборах членов Веча общин составила 84,09 % (3 433 548 избирателей); ХДС также заняло первое место, набрав 43,91 % голосов, за ним снова последовали СКХ-ПДП и КНС с 25,28 % и 9,37 % голосов соответственно.
Явка на выборах членов Веча объединённого труда составила 76,53 % (1 455 365 избирателей). ХДС получило 32,69 % голосов, за ней следует СКХ-ПДП с 25,06 %. Независимые кандидаты получили 19,75 % голосов, а КНС — 10,39 % голосов.
В первом туре голосования было замещено 137 из 356 мест в трех палатах парламента. ХДС выиграло 107 из них, в то время как СКХ-ПДП получил 14 мест самостоятельно и ещё три в коалиции с Социалистическим союзом — Союзом социалистов Хорватии (хорв. Socijalistički savez — Savez socijalista Hrvatske, SS-SSH). Остальные 13 мест были распределены между независимыми кандидатами и четырьмя другими партиями, КНС получила одно место.
В ответ на плохие результаты КНС, Хорватская демократическая партия вышла из коалиции и продолжила кампанию самостоятельно. После объявления результатов первого тура, руководство СКХ-ПДП признало поражение партии; Рачан заявил, что СКХ-ПДП будет сильной оппозиционной партией. Туджман в ответ заявил, что с приходом ХДС к власти не будет никакого преследования коммунистов, которые увольняли сторонников его партии с работы, но что те, кто выступал против взглядов ХДС, будут отстранены от государственных должностей. Фактически это обещание сдержано не было.

### Второй тур
Второй тур голосования прошел 6-7 мая. Выборы членов Общественно-политического веча были проведены в 51-м округе, где ранее не определились победители, явка составила 74,82 % (1 678 412 избирателей). ХДС получило 42,18 % голосов избирателей, за ней следуют СКХ-ПДП с 27,52 % и КНС с 9,89 %.
Явка на выборах членов Веча общин составила 74,58 % (1 589 894 избирателей). ХДС получило 41,50 % голосов, за ней, как и в первом туре, снова следуют СКХ-ПДП и КНС с 33,28 % и 8,19 % голосов соответственно.
На выборах членов Веча объединённого труда в 103 округах, где не определились победители в первом туре голосования, явка составила 66,05 % (847 288 избирателей). СКХ-ПДП смог выйти на первое место и получил 31,56 % голосов, за ним следует ХДС с 28,32 %. Независимые кандидаты получили 13,26 % голосов, а КНС — 10,95 % голосов.
Второй тур заместил оставшиеся 214 мест в парламенте. Помимо мест, выигранных в первом туре, ХДС получило ещё 98, в то время как СКХ-ПДП самостоятельно или в коалиции с SS-SSH получил в совокупности 73 места.
Всего в двух турах голосования было замещено 351 место в трех палатах парламента. ХДС получил 205 мест самостоятельно и ещё четыре через кандидатов, поддержанных совместно с Хорватской крестьянской партией (хорв. Hrvatska seljačka stranka — HSS) (2) и ХСЛП (2), СКХ-ПДП получил только 73 места, и ещё 23 места получили кандидаты, поддержанные им. Другие партии, прошедшие по результатам выборов в Сабор — это КНС (11), ХДП (10), СДП (5), СС-ССХ (4), ХКП (1) и Союз социалистической молодёжи Хорватии (1). Ассоциация независимых предпринимателей Джюрджеваца получила одно место, а 13 были выиграны независимыми кандидатами.
В целом, ХДС показало лучший результат в обоих турах голосования в тех областях, где хорваты представляли абсолютное большинство населения. СКХ-ПДП преуспел в этнически смешанных районах Бановина, Кордун и Лика. Он также получил наибольшие результаты в Истрии и крупных городах, особенно в Сплите, Риеке и Осиеке, но при этом потерпел тяжёлое поражение в Загребе.
| Партии                                                                                            | Первый тур      | Первый тур      | Первый тур      | Первый тур | Первый тур | Первый тур | Первый тур | Второй тур      | Второй тур      | Второй тур      | Второй тур | Второй тур | Второй тур | Второй тур | Итоговый результат | Итоговый результат | Итоговый результат | Итоговый результат |
| Партии                                                                                            | Процент голосов | Процент голосов | Процент голосов | Места      | Места      | Места      | Места      | Процент голосов | Процент голосов | Процент голосов | Места      | Места      | Места      | Места      | Места              | Места              | Места              | Места              |
| Партии                                                                                            | ВО              | ОПВ             | ВОТ             | ВО         | ОПВ        | ВОТ        | Всего      | ВО              | ОПВ             | ВОТ             | ВО         | ОПВ        | ВОТ        | Всего      | ВО                 | ОПВ                | ВОТ                | Всего              |
| ------------------------------------------------------------------------------------------------- | --------------- | --------------- | --------------- | ---------- | ---------- | ---------- | ---------- | --------------- | --------------- | --------------- | ---------- | ---------- | ---------- | ---------- | ------------------ | ------------------ | ------------------ | ------------------ |
| ХДС                                                                                               | 41.76 %         | 43.91 %         | 32.69 %         | 41         | 25         | 41         | 107        | 42.18 %         | 41.50 %         | 28.32 %         | 27         | 29         | 42         | 98         | 68                 | 54                 | 83                 | 205                |
| СКХ-ПДП                                                                                           | 23.59 %         | 25.28 %         | 25.06 %         | 6          | 2          | 6          | 14         | 27.52 %         | 33.28 %         | 31.56 %         | 17         | 10         | 32         | 59         | 23                 | 12                 | 38                 | 73                 |
| КНС                                                                                               | 10.99 %         | 9.37 %          | 10.39 %         | -          | -          | 1          | 1          | 9.89 %          | 8.19 %          | 10.95 %         | 2          | 3          | 5          | 10         | 2                  | 3                  | 6                  | 11                 |
| СС-ССХ                                                                                            | 6.49 %          | 5.78 %          | 5.37 %          | -          | -          | -          | -          | 3.42 %          | 2.83 %          | 5.15 %          | 1          | 2          | 1          | 4          | 1                  | 2                  | 1                  | 4                  |
| СДП                                                                                               | 1.61 %          | 0.90 %          | 0.36 %          | 1          | 1          | 1          | 3          | 2.07 %          | 0.54 %          | -               | 2          | -          | -          | 2          | 3                  | 1                  | 1                  | 5                  |
| Независимые, поддержанные ХДС                                                                     | 3.95 %          | 3.82 %          | 3.91 %          | 2          | -          | 1          | 3          | 4.22 %          | 2.98 %          | 4.88 %          | 1          | -          | 6          | 7          | 3                  | -                  | 7                  | 10                 |
| Независимые, поддержанные СКХ-ПДП + СС-ССХ                                                        | 4.50 %          | 2.87 %          | 1.28 %          | 3          | -          | -          | 3          | 6.43 %          | 5.04 %          | 2.30 %          | 6          | 4          | 4          | 14         | 9                  | 4                  | 4                  | 17                 |
| По списку ССМХ, SUBNOR                                                                            | 3.00 %          | 4.69 %          | 1.18 %          | 2          | -          | -          | 2          | 3.47 %          | 4.40 %          | 3.59 %          | 4          | 3          | 4          | 11         | 2                  | -                  | -                  | 2                  |
| По списку СКХ-ПДП, СС-ССХ, ССМХ                                                                   | 3.00 %          | 4.69 %          | 1.18 %          | 2          | -          | -          | 2          | 3.47 %          | 4.40 %          | 3.59 %          | 4          | 3          | 4          | 11         | 1                  | 1                  | 1                  | 3                  |
| ZA (при поддержке СКХ-ПДП)                                                                        | 3.00 %          | 4.69 %          | 1.18 %          | 2          | -          | -          | 2          | 3.47 %          | 4.40 %          | 3.59 %          | 4          | 3          | 4          | 11         | -                  | 1                  | -                  | 1                  |
| ХКП (при поддержке ХДС)                                                                           | 3.00 %          | 4.69 %          | 1.18 %          | 2          | -          | -          | 2          | 3.47 %          | 4.40 %          | 3.59 %          | 4          | 3          | 4          | 11         | 1                  | 1                  | -                  | 2                  |
| ХСЛП (при поддержке ХДС)                                                                          | 3.00 %          | 4.69 %          | 1.18 %          | 2          | -          | -          | 2          | 3.47 %          | 4.40 %          | 3.59 %          | 4          | 3          | 4          | 11         | 2                  | -                  | -                  | 2                  |
| ССМХ                                                                                              | 3.00 %          | 4.69 %          | 1.18 %          | 2          | -          | -          | 2          | 3.47 %          | 4.40 %          | 3.59 %          | 4          | 3          | 4          | 11         | -                  | -                  | 1                  | 1                  |
| ХКП                                                                                               | 3.00 %          | 4.69 %          | 1.18 %          | 2          | -          | -          | 2          | 3.47 %          | 4.40 %          | 3.59 %          | 4          | 3          | 4          | 11         | -                  | -                  | 1                  | 1                  |
| АНПД                                                                                              | 3.00 %          | 4.69 %          | 1.18 %          | 2          | -          | -          | 2          | 3.47 %          | 4.40 %          | 3.59 %          | 4          | 3          | 4          | 11         | -                  | -                  | 1                  | 1                  |
| Независимые                                                                                       | 4.11 %          | 3.39 %          | 19.75 %         | -          | 1          | 3          | 4          | 0.79 %          | 1.24 %          | 13.26 %         | -          | -          | 9          | 9          | -                  | 1                  | 12                 | 13                 |
| Примечание: ОПВ — Общественно-политическое вече, ВО — Вече общин, ВОТ — Вече объединённого труда. |                 |                 |                 |            |            |            |            |                 |                 |                 |            |            |            |            |                    |                    |                    |                    |

## Последствия
Поражение СКХ-ПДП привело к увеличению оттока людей из партии (в первую очередь, из неё вышли ортодоксально настроенные титоисты и коммунисты-сербы и югославы), а 97 000 членов СКХ-ПДП изменили свои политические взгляды и присоединились к ХДС. К июню количество членов компартии упало с 298 000 до 46 000 человек. Стипе Шувар, бывший член Президиума СФРЮ от Хорватии, также вышедший из партии, заявил, что «даже во время выборов, и особенно после выборов, СКХ-ПДП продемонстрировал замечательную организационную неспособность, политическую несогласованность и интеллектуальную неполноценность в борьбе за свои программные цели».
Вновь избранный парламент начал свою работу 30 мая и избрал Туджмана Председателем Президиума Хорватии 281 голосом против 50 при тайном голосовании. Зарко Домлян был избран спикером парламента, а Стипе Месич был назначен премьер-министром. Лидеру СДП Йовану Рашковичу было предложено место в новом правительстве, но он отклонил предложение.
В соответствии с заявлением Туджмана после первого тура выборов, новое правительство вскоре начало отстранять сербов от государственных должностей. В первую очередь это касалось органов МВД, где этнические сербы составляли примерно 75 % личного состава. Туджман санкционировал увольнение сербов из силовых структур и их замену хорватами, сократив долю сербов в полиции до 28 % к ноябрю 1992 года. Аналогичная политика началась в судебной системе, средствах массовой информации и системе образования, вскоре под чистки попали и нелояльные ХДС хорваты.
29 июня 1990 года Сабор начал работу над поправками к Конституции Хорватии, призванными удалить все ссылки на коммунизм и социализм. Эти поправки были приняты 25 июля. Официальное название республики было изменено на «Республика Хорватия», было исключено упоминание сербов в качестве равноправного с хорватами народа, вместо коллегиального Президиума была введена должность президента, а также была принята новая государственная символика, очень похожая на ту, что использовалась фашистским НГХ. Сербы восприняли эти действия, как угрозу себе со стороны новых властей.

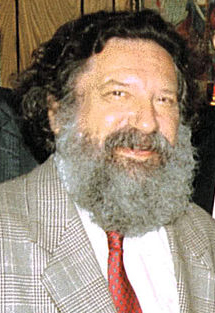
Йован Рашкович, руководитель Сербской демократической партии.